# Echinocereus stolonifer
Echinocereus stolonifer ist eine Pflanzenart in der Gattung Echinocereus aus der Familie der Kakteengewächse (Cactaceae). Das Artepitheton stolonifer leitet sich vom lateinischen Wort stoloniferus ab, bedeutet ‚Ausläufer hervorbringend‘ und verweist auf die Wuchsform der Art.

## Beschreibung
Echinocereus stolonifer wächst in der Regel mit zahlreichen unter der Bodenoberfläche verzweigenden Trieben und bildet Kolonien. Die tief grünen eiförmigen bis zylindrischen Triebe sind 9 bis 30 Zentimeter lang und weisen Durchmesser von 5 bis 8 Zentimeter auf. Sie sind teilweise durch die Bedornung verdeckt. Es sind elf bis 16 niedrige Rippen vorhanden, die nur wenig gehöckert sind. Die ein bis fünf kräftigen Mitteldornen sind bräunlich bis grau. Die unterste von ihnen ist abwärts gerichtet. Die Mitteldornen weisen eine Länge von bis zu 2,5 Zentimeter auf. Die acht bis 13 grauen oder weißlichen Randdornen liegen an der Trieboberfläche an und sind bis zu 1,5 Zentimeter lang.
Die kurz trichterförmigen Blüten sind leuchtend gelb. Sie erscheinen in der Nähe der Triebspitzen, sind bis zu 7,5 Zentimeter lang und erreichen Durchmesser von 7 bis 10 Zentimeter. Die rötlichen Früchte sind stark bedornt.

## Verbreitung, Systematik und Gefährdung
Echinocereus stolonifer ist in den mexikanischen Bundesstaaten Sonora, Chihuahua und Sinaloa in offenen Wäldern verbreitet.
Die Erstbeschreibung durch William Taylor Marshall wurde 1938 veröffentlicht.
Es werden folgende Unterarten unterschieden:
- Echinocereus stolonifer subsp. stolonifer
- Echinocereus stolonifer subsp. tayopensis (W.T.Marshall) G.Pichler ex N.P.Taylor

In der Roten Liste gefährdeter Arten der IUCN wird die Art als „Least Concern (LC)“, d. h. als nicht gefährdet geführt.

## Nachweise